# 石原延啓
石原 延啓（いしはら のぶひろ、1966年〈昭和41年〉8月22日 - ）は、日本の画家、美術家。石原慎太郎の四男。

## 人物
神奈川県逗子市出身で、慶應義塾幼稚舎、慶應義塾普通部、慶應義塾高等学校、慶應義塾大学経済学部を経て、1991年にニューヨークのスクール・オブ・ビジュアル・アーツ・ファインアート科を卒業した。現在は、東京、ニューヨークなどを中心に個展を開くなど活動している。経験を生かして「トーキョーワンダーサイト」の外部役員としてアドバイザリーボード委員、キュレーティングアーティストなども務めた。ダボス会議における都主催のイベント、いわゆる「東京ナイト」の舞台背景の制作も手がけた。

## 作品
以前は水彩やコラージュを多用した抽象的絵画が多く見られたが、近年はアクリル絵具を使用し、神話的なイメージをモチーフとした絵画やウォールペインティングを制作している。

## 評価
作品の価格は2006年版の『美術市場』では「1号3万円」とされていた 。近現代美術が専門で現代ガラス芸術に詳しい美術評論家の武田厚は「内外のステンドグラス作家は一通り把握しているが、知事のご子息のことは聞いたこともなかった。三十代、四十代の現代芸術家の間ではどうか分からないが、美術界では、ご子息が絵描きだということはほとんど知られていない」と発言した。東京都内の有名画廊の関係者は「絵やステンドグラスを見ても才能はあると思う。確かに売れっ子というわけではないが、四十歳くらいで評価が定まる画家などいない。むしろ才能があっても現代画家の場合は売れないこともある」と説明したという。都知事の石原慎太郎は延啓がトーキョーワンダーサイト事業へ参加していたことについて「余人をもって代え難い」とした。

## 家族
父は衆参両院議員や東京都知事を務めた政治家の石原慎太郎、父方の叔父は石原裕次郎、長兄は元日本テレビ社員で自民党元衆議院議員の石原伸晃、次兄は俳優・タレント・気象予報士の石原良純、三兄は元みずほ銀行勤務で自民党衆議院議員の石原宏高。

### 注
1. ↑  アルス美術界のウェブサイトは「二科展に初入選程度で1号5000円、50歳代「新人」で1号3万円から10万円程度、美術年鑑収載の取引価格は出版時点のもの」としている。アルス美術会